# Georges Adams
Georges Adams (Papeete, 9 marzo 1967) è un ex cestista e allenatore di pallacanestro francese.

## Carriera
Con la Francia ha disputato tre edizioni dei Campionati europei (1991, 1993, 1997).

## Palmarès

### Giocatore
- Campionato francese: 2

Olympique d'Antibes: 1990-91
CSP Limoges: 1993-94
- Coppa di Francia: 3

CSP Limoges: 1994, 1995
ASVEL: 1997